# خوش‌شانس (فیلم ۲۰۲۵)
خوش‌شانس (به انگلیسی: Good Fortune) یک فیلم کمدی اکشن آمریکایی آماده اکران به نویسندگی و کارگردانی عزیز انصاری است که اولین کارگردانی خود را در فیلم بلند سینمایی آغاز کرد. انصاری همچنین در کنار ست روگن، کیانو ریوز و کیکه پالمر بازی خواهد کرد.

## تولید
انتظار می‌رفت که فیلمبرداری در ۱۶ مه ۲۰۲۳ در لس آنجلس آغاز شود، اما به دلیل اعتصاب انجمن نویسندگان آمریکا در سال ۲۰۲۳، برای مدت نامعلومی به تعویق افتاد. در نوامبر ۲۰۲۳، ددلاین هالیوود گزارش داد که هدف از تولید مجدد در اوایل سال ۲۰۲۴ است. در ژانویه ۲۰۲۴، کیکه پالمر در یک پست اینستاگرامی فاش کرد که فیلمبرداری با انصاری، روگن، و ریوز آغاز شده‌است.